# Life (Culture Club)
Life, stiliserat som LIFE, är Culture Clubs sjätte studioalbum. Albumet utgavs 26 oktober 2018 och är  Culture Clubs första studioalbum på 19 år.

## Låtförteckning
1. God & Love
2. Bad Blood
3. Human Zoo
4. Let Somebody Love You
5. What Does Sorry Mean
6. Runaway Train
7. Resting Bitch Face
8. Different Man
9. Oil & Water
10. More Than Silence
11. Life

## Medverkande
- Boy George – sång
- Mikey Craig – elbas
- Roy Hay – gitarr
- Jon Moss – percussion, trummor